# Chrysochlorosia splendida
Chrysochlorosia splendida är en fjärilsart som beskrevs av Druce 1885. Chrysochlorosia splendida ingår i släktet Chrysochlorosia och familjen björnspinnare. Inga underarter finns listade i Catalogue of Life.